# استریوفونیکس
استریوفونیکس (به انگلیسی: Stereophonics) یک گروه راک ولزی است که در سال ۱۹۹۶ بنیان گذارده شد.
به‌جز اولین آلبوم آن‌ها که در جدول فروش آلبوم‌های بریتانیا تا رتبهٔ ششم صعود کرد، ۵ آلبوم بعدی گروه در زمان انتشار، در جایگاه نخست پرفروش‌ترین‌های بریتانیا قرار گرفتند.
در سال ۲۰۰۵ تک‌آهنگ داکوتا بزرگ‌ترین موفقیت را برای گروه به ارمغان آورد. داکوتا تبدیل به آهنگ شماره ۱ جدول‌های فروش تک‌آهنگ‌ها و دانلودهای بریتانیا شد و در ایالات متحده رتبهٔ سی و چهارم آهنگ‌های راک مدرن در رده‌بندی نشریهٔ بیلبورد را به خود اختصاص داد.

## اعضا

### فعلی
- کلی جونز: آواز، گیتار الکتریک و کیبورد
- ریچارد جونز: گیتار بیس، هم‌آوایی
- آدام زیندنی: گیتار الکتریک (۲۰۰۷ تاکنون)
- ژاویر ویلر: درامز، پرکاشن، هم‌آوایی (۲۰۰۴ تاکنون)

### پیشین
- استوارت کیبل: درامز، پرکاشن، هم‌آوایی (۱۹۹۶ - ۲۰۰۳)

## آلبوم‌ها
| نام آلبوم                                   | سال انتشار    |
| ------------------------------------------- | ------------- |
| ۱. Word Gets Around                         | ۱۹۹۷          |
| ۲. Performance and Cocktails                | ۲۵ می ۱۹۹۹    |
| ۳. Just Enough Education to Perform         | ۱۷ آوریل ۲۰۰۱ |
| ۴. You Gotta Go There to Come Back          | ۲ ژوئن ۲۰۰۳   |
| ۵. Language. Sex. Violence. Other?‎          | ۲۲ مارس ۲۰۰۵  |
| ۶. Pull the Pin                             | ۱ اکتبر ۲۰۰۷  |
| ۷. Keep Calm and Carry On                   | ۲۰۰۹          |
| Graffiti on the Train                       |               |
| Keep the Village Alive                      |               |
| Scream Above the Sounds                     |               |
| Kind                                        |               |
| Oochya!                                     |               |
| Make 'em Laugh, Make 'em Cry, Make 'em Wait |               |